# San Francisco–Oakland Bay Bridge

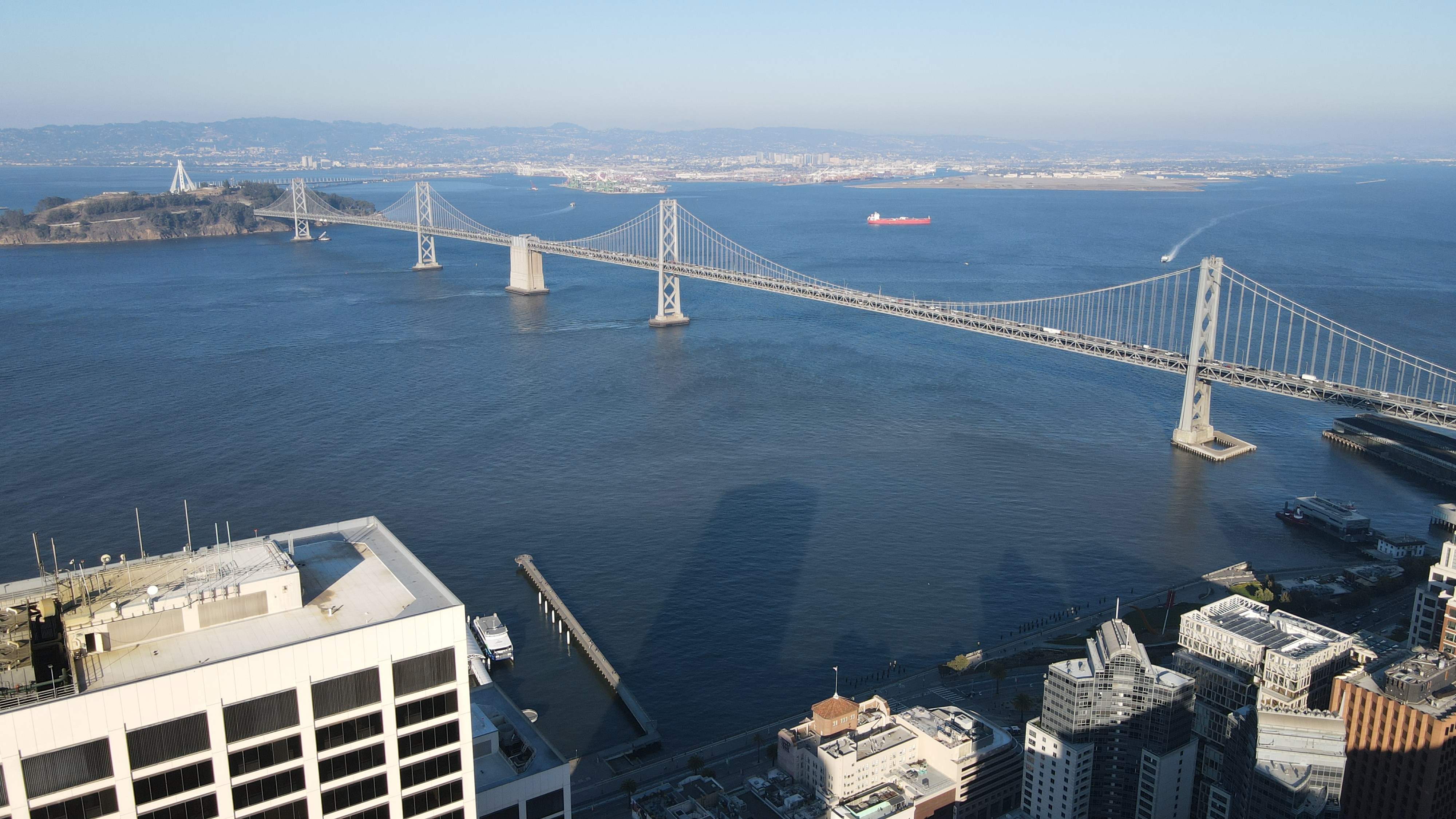
Den västra delen av San Francisco–Oakland Bay Bridge.

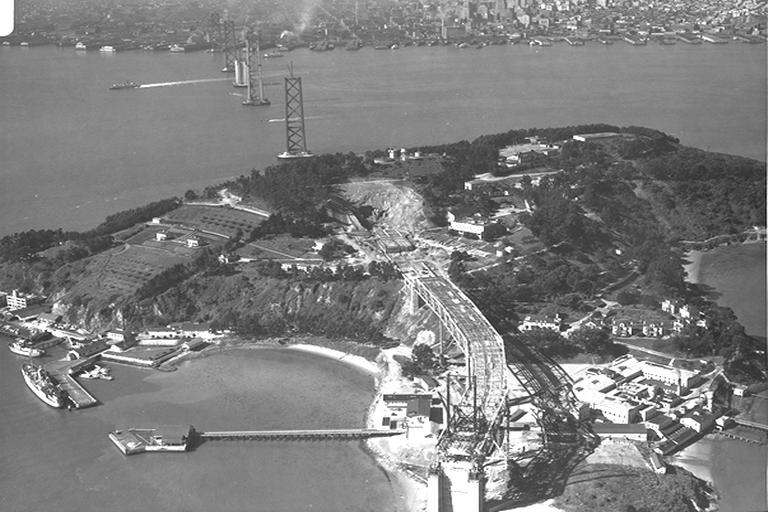
Bron under konstruktion, Yerba Buena Island i juni 1935.

San Francisco-Oakland Bay Bridge, vanligen i området kallad för Bay Bridge, är en hängbro som förbinder de båda städerna Oakland och San Francisco med Interstate 80.
Bay Bridge ritades av Charles H. Purcell och öppnades den 12 november 1936, sex månader före San Franciscos andra kända bro, Golden Gate-bron.

## Bakgrund
Bron är cirka sju kilometer lång med fem körbanor i varje riktning. Bron har två våningar: på övre däck går trafiken mot San Francisco och på nedre går trafiken mot Oakland. Brons två tydliga konstruktioner förenas på ön Yerba Buena Island i San Franciscobuktens mitt, där vägen går i en tunnel.
Då bron stod klar upphörde perioden med färjor på San Francisco Bay genom att bron förenade staden på halvön vid Rincon Hill med "fastlandet" Oakland med både väg och järnväg. Järnvägen togs bort på 1950-talet, vilket möjliggjorde en motortrafik i två plan med mer än 250 000 fordon per dag.
1986 dedikerades bron inofficiellt till minne av politikern James "Sunny Jim" Rolph. Delar av brons östra del skadades i Loma Prieta-skalvet 1989.